# Oberleitungsbus Mérida
| Im Linksverkehr auf abgetrennter Sondertrasse |         |                               |                      |
| Streckenlänge: | 15,1 km |                               |                      |
| |         |                               |                      |
| \| \| 0,0 \| Terminal Ejido \| Terminal Ejido \| \| \| \| Pozo Hondo \| \| \| \| \| Centenario \| \| \| \| \| Montalbán \| \| \| \| \| Las Cruces \| \| \| \| \| Pan de Azúcar \| \| \| \| \| La Parroquia \| \| \| \| \| La Mara \| \| \| \| 6,5 \| Alto Chama \| Alto Chama \| \| \| \| Carrizal \| \| \| \| \| Museo de Ciencias \| \| \| \| \| Las Tapias \| \| \| \| \| Acuario \| \| \| \| \| San Antonio \| \| \| \| 10,2 \| Pie del Llano \| Pie del Llano \| \| \| \| Santa Juana \| \| \| \| \| Soto Rosa \| \| \| \| \| María Mazzarello \| \| \| \| \| Campo de Oro \| \| \| \| \| Juan XXIII \| \| \| \| 15,1 \| Mercado Periférico \| Mercado Periférico \| \| \| \| ab hier nicht mehr realisiert \| \| \| \| \| Luis Ghersy \| \| \| \| \| Facultad de Medicina \| \| \| \| \| F.C.U. \| \| \| \| \| Los Conquistadores \| \| \| \| \| Libertador \| \| \| \| \| Lourdes \| \| \| \| \| \| \| \| \| \| Las Américas \| \| \| \| \| Sor Juana Inés \| \| \| \| \| U.N.A. \| \| \| \| \| Plaza de Toros \| \| \| \| \| Albarregas \| \| \| \| \| Los Próceres \| \| \| \| \| Domingo Salazar \| \| \| \| \| Fundacite \| \| \| \| \| \| \| \| \| \| Los Chorros \| \| \| \| 18,2 \| Núcleo La Hechicera \| Núcleo La Hechicera \| \| \| \| \| \| |         |                               |                      |
| U-Bahn-Kopfbahnhof Streckenanfang (Strecke außer Betrieb) | 0,0     | Terminal Ejido                | Terminal Ejido       |
| U-Bahn-Haltepunkt / Haltestelle (Strecke außer Betrieb) |         | Pozo Hondo                    | Pozo Hondo           |
| U-Bahn-Haltepunkt / Haltestelle (Strecke außer Betrieb) |         | Centenario                    | Centenario           |
| U-Bahn-Haltepunkt / Haltestelle (Strecke außer Betrieb) |         | Montalbán                     | Montalbán            |
| U-Bahn-Haltepunkt / Haltestelle (Strecke außer Betrieb) |         | Las Cruces                    | Las Cruces           |
| U-Bahn-Haltepunkt / Haltestelle (Strecke außer Betrieb) |         | Pan de Azúcar                 | Pan de Azúcar        |
| U-Bahn-Haltepunkt / Haltestelle (Strecke außer Betrieb) |         | La Parroquia                  | La Parroquia         |
| U-Bahn-Haltepunkt / Haltestelle (Strecke außer Betrieb) |         | La Mara                       | La Mara              |
| U-Bahn-Bahnhof (Strecke außer Betrieb) | 6,5     | Alto Chama                    | Alto Chama           |
| U-Bahn-Haltepunkt / Haltestelle (Strecke außer Betrieb) |         | Carrizal                      | Carrizal             |
| U-Bahn-Haltepunkt / Haltestelle (Strecke außer Betrieb) |         | Museo de Ciencias             | Museo de Ciencias    |
| U-Bahn-Haltepunkt / Haltestelle (Strecke außer Betrieb) |         | Las Tapias                    | Las Tapias           |
| U-Bahn-Haltepunkt / Haltestelle (Strecke außer Betrieb) |         | Acuario                       | Acuario              |
| U-Bahn-Haltepunkt / Haltestelle (Strecke außer Betrieb) |         | San Antonio                   | San Antonio          |
| U-Bahn-Bahnhof (Strecke außer Betrieb) | 10,2    | Pie del Llano                 | Pie del Llano        |
| U-Bahn-Haltepunkt / Haltestelle (Strecke außer Betrieb) |         | Santa Juana                   | Santa Juana          |
| U-Bahn-Haltepunkt / Haltestelle (Strecke außer Betrieb) |         | Soto Rosa                     | Soto Rosa            |
| U-Bahn-Haltepunkt / Haltestelle (Strecke außer Betrieb) |         | María Mazzarello              | María Mazzarello     |
| U-Bahn-Haltepunkt / Haltestelle (Strecke außer Betrieb) |         | Campo de Oro                  | Campo de Oro         |
| U-Bahn-Haltepunkt / Haltestelle (Strecke außer Betrieb) |         | Juan XXIII                    | Juan XXIII           |
| U-Bahn-Bahnhof (Strecke außer Betrieb) | 15,1    | Mercado Periférico            | Mercado Periférico   |
| |         | ab hier nicht mehr realisiert |                      |
| U-Bahn-Haltepunkt / Haltestelle (Strecke außer Betrieb) |         | Luis Ghersy                   | Luis Ghersy          |
| U-Bahn-Haltepunkt / Haltestelle (Strecke außer Betrieb) |         | Facultad de Medicina          | Facultad de Medicina |
| U-Bahn-Strecke von links (außer Betrieb) |         | F.C.U.                        | F.C.U.               |
| U-Bahn-Strecke (außer Betrieb) · U-Bahn-Haltepunkt / Haltestelle (Strecke außer Betrieb) |         | Los Conquistadores            | Los Conquistadores   |
| U-Bahn-Haltepunkt / Haltestelle (Strecke außer Betrieb) · U-Bahn-Strecke (außer Betrieb) |         | Libertador                    | Libertador           |
| U-Bahn-Strecke (außer Betrieb) · U-Bahn-Haltepunkt / Haltestelle (Strecke außer Betrieb) |         | Lourdes                       | Lourdes              |
| U-Bahn-Strecke nach links (außer Betrieb) · U-Bahn-Abzweig geradeaus, nach rechts und von rechts (Strecke außer Betrieb) |         |                               |                      |
| U-Bahn-Haltepunkt / Haltestelle (Strecke außer Betrieb) |         | Las Américas                  | Las Américas         |
| U-Bahn-Haltepunkt / Haltestelle (Strecke außer Betrieb) |         | Sor Juana Inés                | Sor Juana Inés       |
| U-Bahn-Haltepunkt / Haltestelle (Strecke außer Betrieb) |         | U.N.A.                        | U.N.A.               |
| U-Bahn-Haltepunkt / Haltestelle (Strecke außer Betrieb) |         | Plaza de Toros                | Plaza de Toros       |
| U-Bahn-Haltepunkt / Haltestelle (Strecke außer Betrieb) |         | Albarregas                    | Albarregas           |
| U-Bahn-Haltepunkt / Haltestelle (Strecke außer Betrieb) |         | Los Próceres                  | Los Próceres         |
| U-Bahn-Haltepunkt / Haltestelle (Strecke außer Betrieb) |         | Domingo Salazar               | Domingo Salazar      |
| U-Bahn-Haltepunkt / Haltestelle (Strecke außer Betrieb) |         | Fundacite                     | Fundacite            |
| U-Bahn-Strecke von links (außer Betrieb) · U-Bahn-Abzweig geradeaus und nach rechts (Strecke außer Betrieb) |         |                               |                      |
| U-Bahn-Haltepunkt / Haltestelle (Strecke außer Betrieb) · U-Bahn-Strecke (außer Betrieb) |         | Los Chorros                   | Los Chorros          |
| U-Bahn-Strecke (außer Betrieb) · U-Bahn-Bahnhof (Strecke außer Betrieb) | 18,2    | Núcleo La Hechicera           | Núcleo La Hechicera  |
| U-Bahn-Strecke nach links (außer Betrieb) · U-Bahn-Strecke nach rechts (außer Betrieb) |         |                               |                      |

Der Oberleitungsbus Mérida – spanisch: Sistema Trolebús de Mérida – war ein Oberleitungsbus-System in Venezuela. Er wurde von der Betreibergesellschaft Trolebús Mérida C.A. – kurz Tromerca – geführt. Bis September 2009 firmierte sie unter dem Namen Trolmérida, diese Bezeichnung wurde auch synonym für das gesamte System verwendet. Die Oberleitungsbuslinie 1 bildete das Rückgrat des Öffentlichen Personennahverkehrs in Mérida. Sie verband als Radiallinie den Flughafen Alberto Carnevalli am Rand der Innenstadt mit der südöstlich gelegenen Nachbarstadt Ejido. Ein Teil der Linie führte dabei als Überlandstrecke durch unbebautes Gebiet.

## Geschichte

### Probebetrieb (2006)

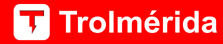
Das ursprünglich verwendete Trolmérida-Logo

Die Betreibergesellschaft wurde 1999 gegründet, die Bauarbeiten für den Oberleitungsbus Mérida begannen im Februar 2000. Nach zahlreichen Bauverzögerungen erfolgte am 26. November 2006 die Eröffnung, zunächst handelte es sich jedoch nur um einen Versuchsbetrieb. Nachdem von 1937 bis 1945 bereits in der Hauptstadt Caracas Oberleitungsbusse verkehrten, war dies der zweite Betrieb des Landes.
Anfangs wurde nur der 6,5 Kilometer lange Abschnitt zwischen der Endhaltestelle Terminal Ejido beim Flughafen Mérida und der Haltestelle Alto Chama bedient, an den Zwischenstationen wurde durchgefahren. Die Wagen verkehrten nur sonntags von 12:00 bis 16:00 Uhr, die Mitfahrt war kostenlos. Dieser Probebetrieb wurde ab Januar 2007 wegen guter Resonanz um eine Stunde bis 17:00 Uhr verlängert.

### Offizielle Eröffnung (2007)
Die offizielle Eröffnung mit Inbetriebnahme der Zwischenhaltestellen und gleichzeitiger Verlängerung bis Pie del Llano erfolgte schließlich am 18. Juni 2007, fortan war die Strecke 10,2 Kilometer lang und es wurden 15 Haltestellen bedient. Jedoch verkehrte der Oberleitungsbus weiterhin nur zu den Hauptverkehrszeiten, das heißt morgens von 8:00 bis 11:00 Uhr und nachmittags von 16:35 bis 19:00 Uhr. Die Wagen konnten nach wie vor gratis benutzt werden – so lange die Linie das Stadtzentrum nicht bediente, durfte die Betreibergesellschaft keine Fahrgelder erheben.
Aufgrund finanzieller Probleme stockte der weitere Ausbau des Systems, 2009 wurden die Bauarbeiten vorübergehend eingestellt. Jedoch wurden die Betriebszeiten am 27. April 2011 erneut ausgeweitet: Montags bis Freitags von 6:00 bis 10:00 Uhr und von 16:00 bis 20:00 Uhr, Samstags von 7:00 bis 11:00 Uhr und von 16:00 bis 20:00 Uhr sowie Sonntags von 11:00 bis 19:00 Uhr.

### Verlängerung (2012)
Erst im September 2012 folgte die zweite Erweiterung um sechs Stationen bis Mercado Periférico, womit die Strecke ihre maximale Länge von 15,1 Kilometern erreichte. Die Verlängerung war zunächst ab dem 3. September nur montags in Betrieb, vom 22. September an schließlich täglich. Weil an der provisorischen Endstelle keine Wendeschleife zur Verfügung stand, drehten die Oberleitungsbusse dort mit ihrem Hilfsantrieb. Es wurde weiterhin kein Fahrgeld erhoben, allerdings begann am 24. Oktober 2012 die Ausgabe von Fahrscheinen. Die Fahrgäste sollten so an den künftigen Betriebsablauf gewöhnt werden.
2014 waren die Betriebszeiten dann wie folgt: montags bis freitags von 6:00 bis 10:00 Uhr und von 15:00 bis 17:30 Uhr, samstags von 7:00 bis 11:00 Uhr und von 16:00 bis 20:00 Uhr sowie sonntags von 10:00 Uhr bis 19:00 Uhr.

### Einstellung (2016)
Ende Dezember 2014 wurden zunächst nach jahrelanger Pause die Bauarbeiten zur Verlängerung ins Stadtzentrum wieder aufgenommen und die Betriebszeiten – täglich außer sonntags – auf 6:00 bis 20:00 Uhr erweitert. Mit dem ursprünglich geplanten Endausbau zur Durchmesserlinie bis zur nördlich der Innenstadt gelegenen Haltestelle Núcleo La Hechicera – dort war eine Häuserblockschleife vorgesehen – wäre die gesamte Strecke 18,2 Kilometer lang gewesen, hätte 37 Stationen umfasst und wäre von zwei Linien bedient worden.
Angesichts der fortschreitenden Wirtschaftskrise in Venezuela und der damit verbundenen Probleme bei der Energieversorgung endete der elektrische Betrieb jedoch im Juni 2016. Nachdem bereits ab 2014 – zunächst testweise – aus der Volksrepublik China beschaffte zweiachsige Dieselbusse auf der Oberleitungsbustrasse verkehrten, übernahmen diese schließlich den Gesamtbetrieb.

## Infrastruktur

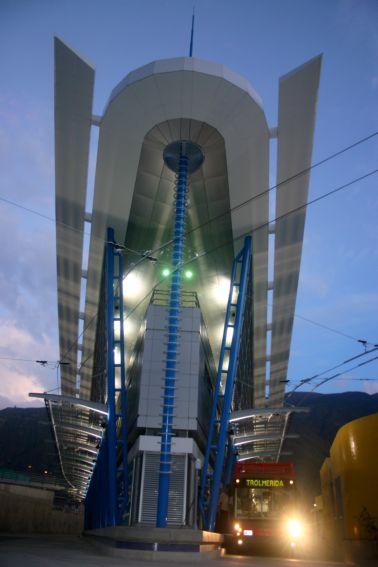
Die aufwändig gestaltete Endstation Terminal Ejido

Die Oberleitungsbusstrecke in Mérida war, analog zu einem Bus-Rapid-Transit-System, vollständig unabhängig vom Individualverkehr trassiert. Alle Haltestellen waren mit 65 Zentimeter hohen und überdachten Bussteigen ausgestattet, der Einstieg in die Wagen erfolgte somit stufenlos. Besonders aufwändig gestaltet waren dabei die beiden Stationen Terminal Ejido und Alto Chama, die der venezolanische Architekt Roberto Ameneiro gestaltete.
Weil es sich hierbei ausschließlich um mittig angeordnete Bussteige handelt, vergleichbar den Mittelbahnsteigen im Schienenverkehr, verkehrten die Oberleitungsbusse entgegen der üblichen Fahrordnung im Linksverkehr. Ferner verfügten die Haltestellen über Zugangssperren, wenngleich diese aufgrund der Freifahrt nie in Betrieb gingen.
Das Depot befand sich in der Nähe der Endhaltestelle Terminal Ejido und war nicht an das Fahrleitungsnetz angeschlossen. Es konnte somit nur mit dem Hilfsantrieb erreicht werden. Als Vorbild für das hier behandelte Verkehrssystem in Mérida diente der bereits 1995 eröffnete Oberleitungsbus Quito in Ecuador.

## Fahrzeuge
Für den Betrieb standen insgesamt 45 dreitürige Gelenkwagen mit Hilfsantrieb zur Verfügung, sie wurden bereits zwischen Mai und Juli 2003 nach Mérida geliefert. Die Fahrzeuge entstanden als Joint-Venture verschiedener Unternehmen, dieser Typ war nur in Mérida anzutreffen. Die Fahrgestelle stammten von EvoBus Ibérica, der spanischen Tochtergesellschaft von Mercedes-Benz-Bus. Die Karosserien stellte Hispano Carrocera her, die elektrische Ausrüstung wurde von Bombardier zugeliefert. Für das Innen- und Außendesign war das italienische Unternehmen Pininfarina zuständig. Die Wagen waren speziell an die Haltestellen angepasst und besaßen keine Trittstufen.

## Bildergalerie

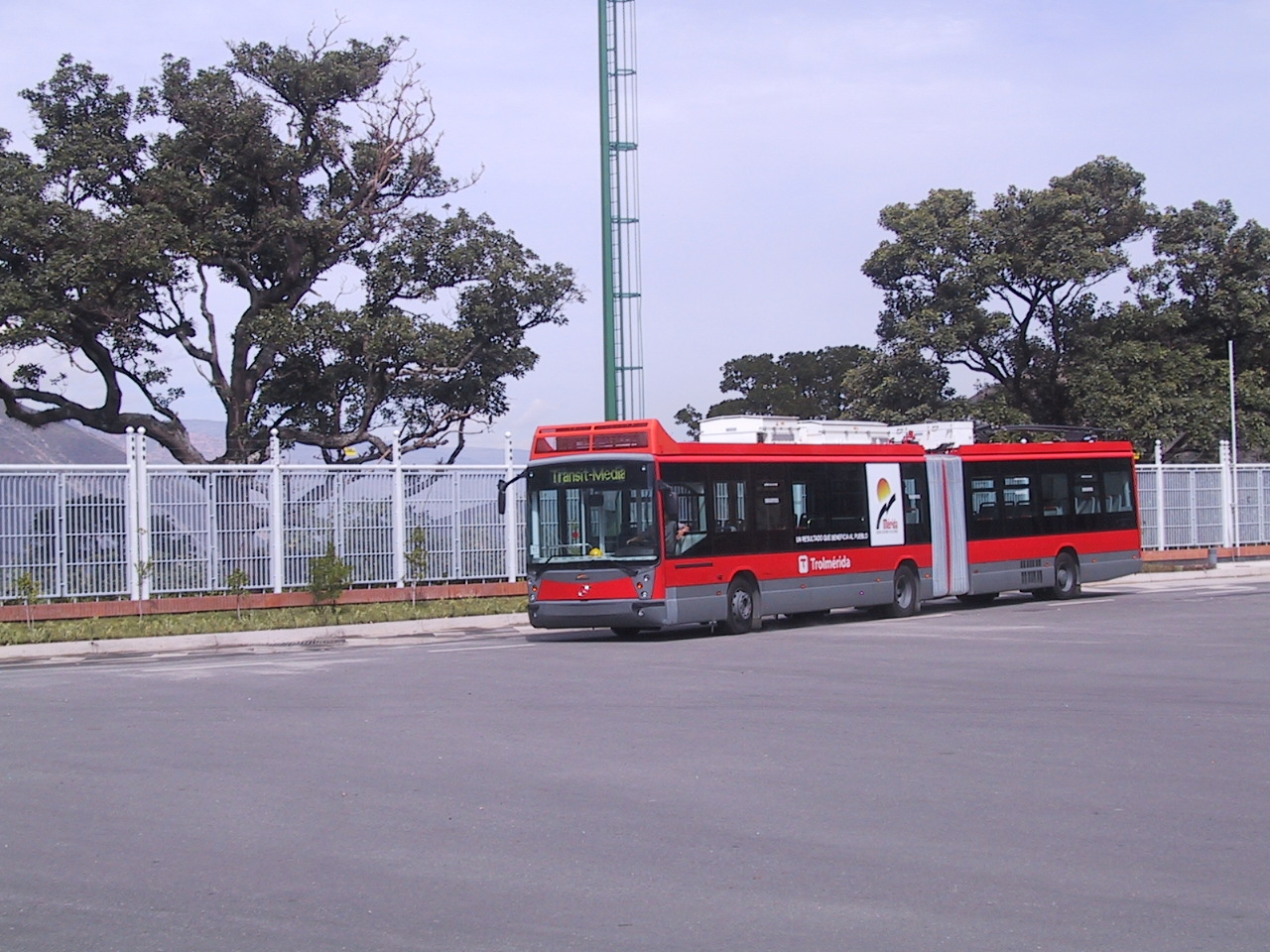
Einer der 45 Gelenkwagen
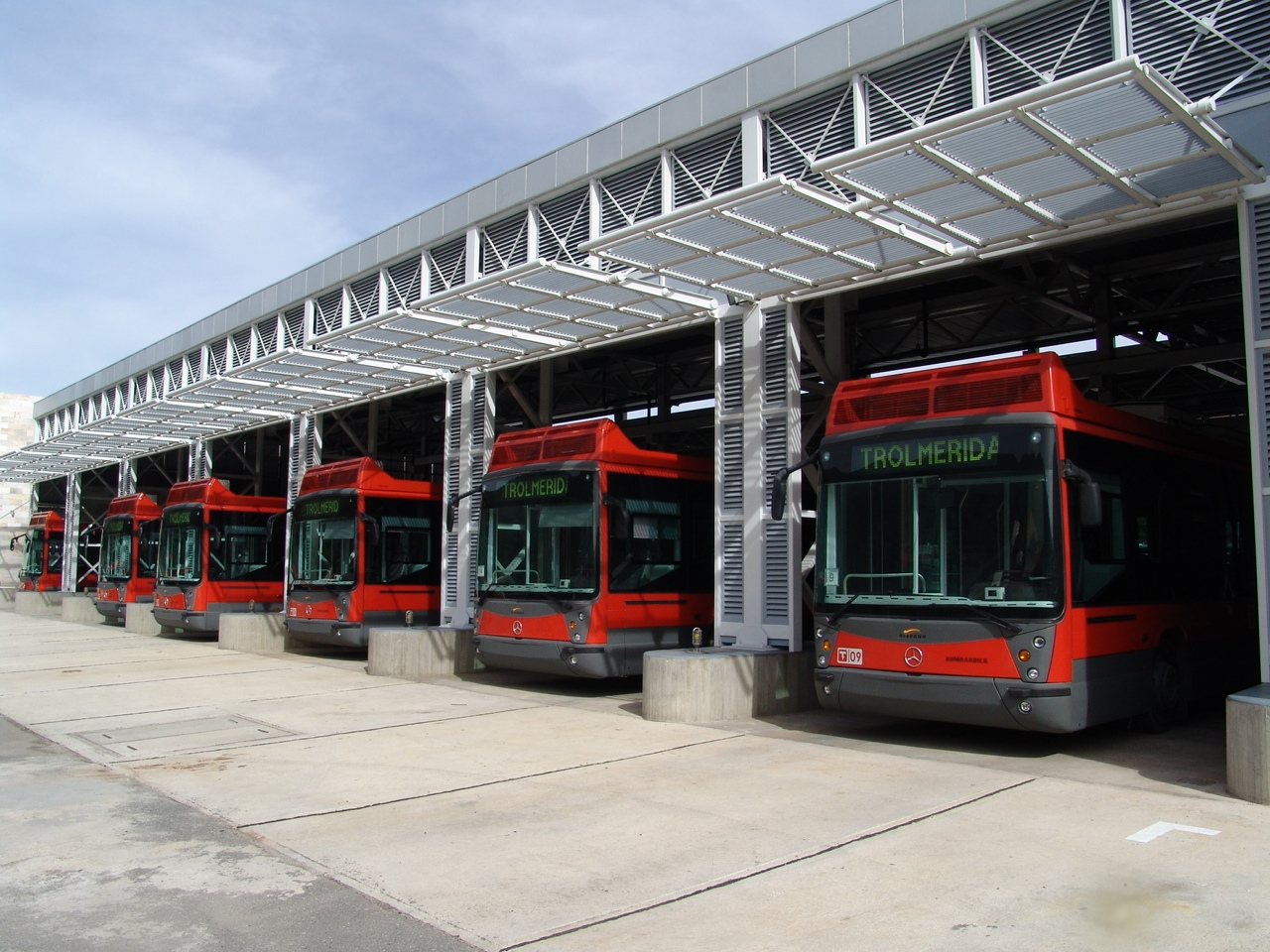
Abgestellte Trolleybusse im Depot
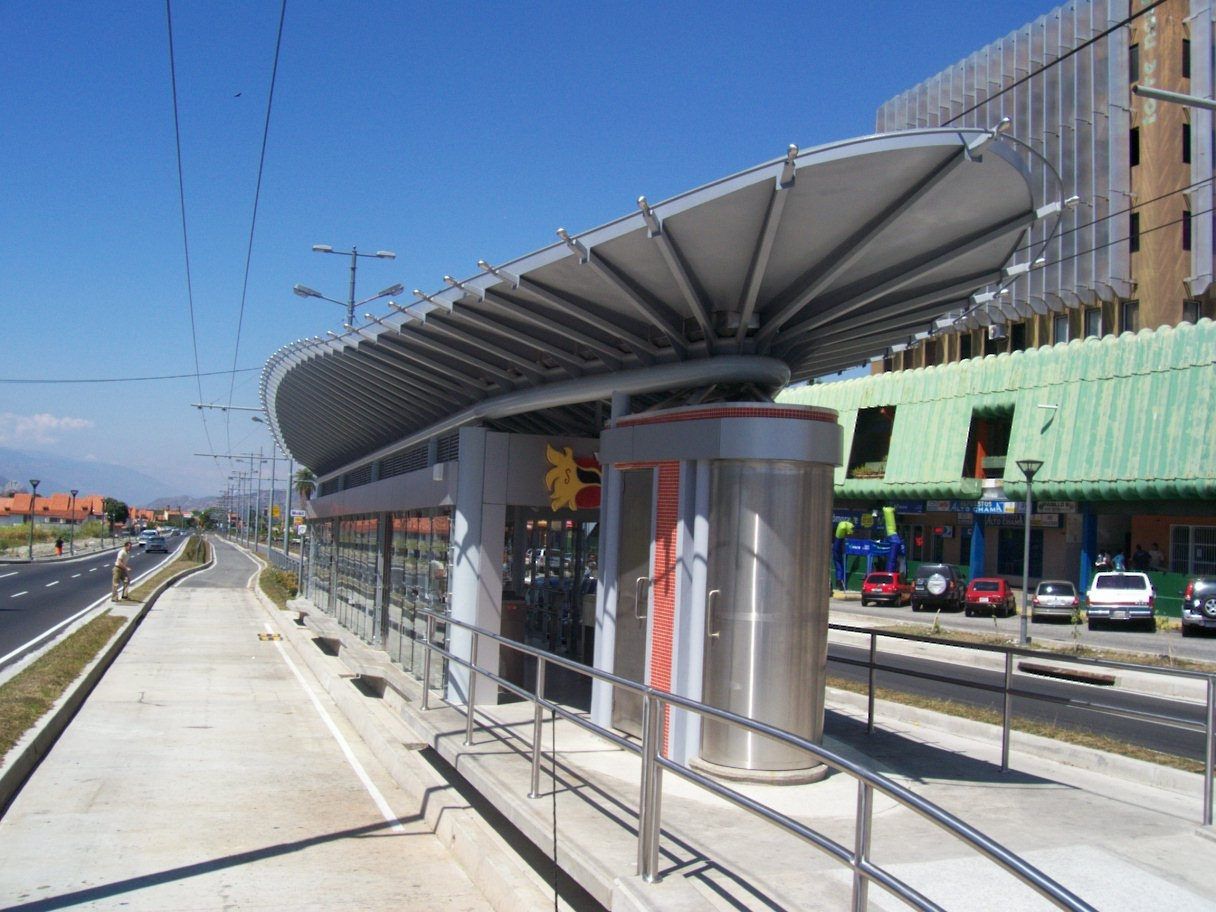
Alto Chama: Mittelbussteig mit Zugangssperre
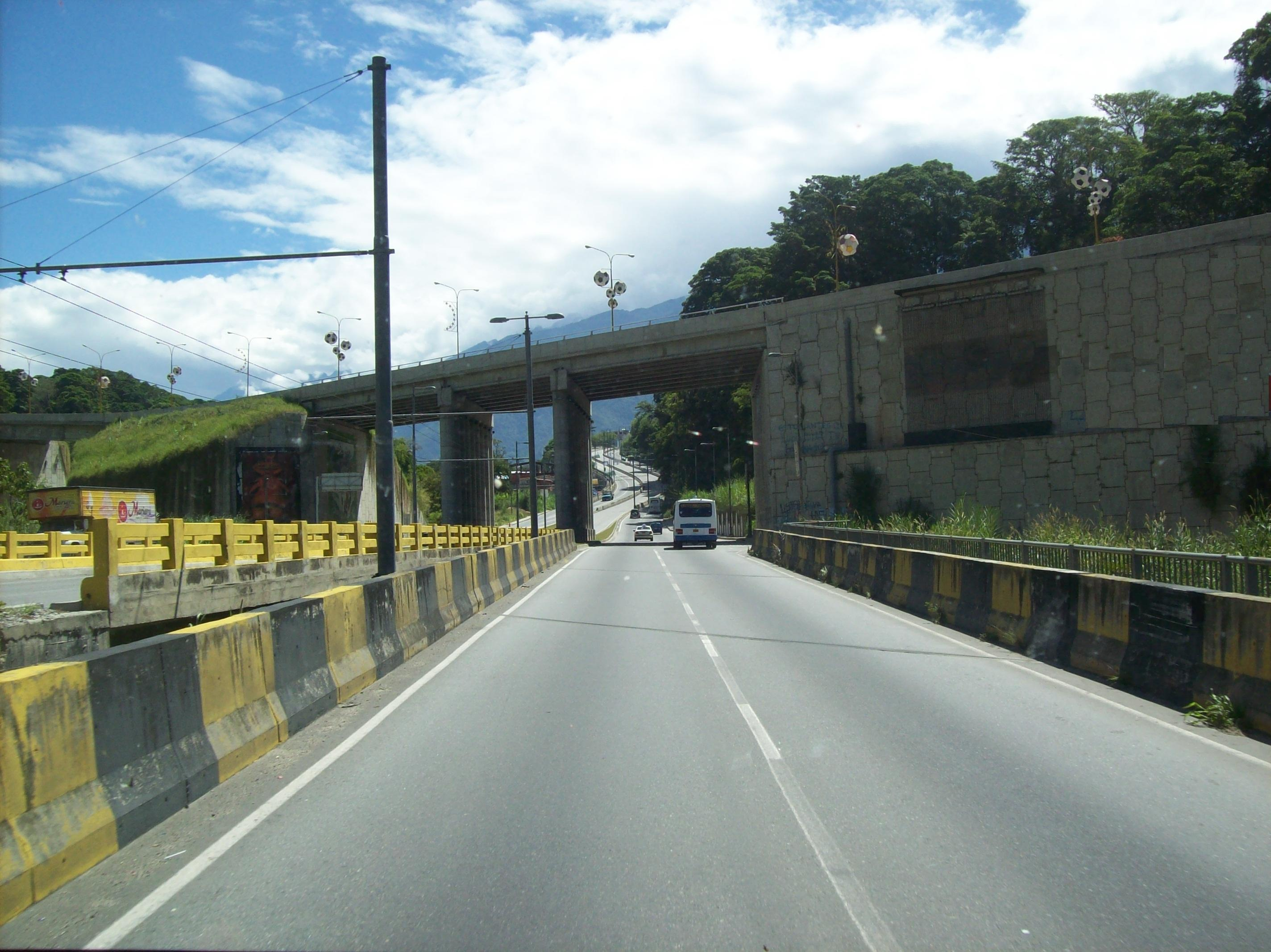
Sondertrasse auf der Überlandstrecke nach Ejido